# صموئيل كاري براشاو
صموئيل كاري براشاو هو محامي وسياسي أمريكي، ولد في 10 يونيو 1809 في Plumstead Township, Pennsylvania ‏ في الولايات المتحدة، وتوفي في 9 يونيو 1872. نشط حزبياً في Opposition Party (Southern U.S.) ‏. وقد انتخب عضو مجلس النواب الأمريكي ‏.